# Ligne S5 du service ferroviaire suburbain de Milan
Pour les articles homonymes, voir S5.
La ligne S5 du service ferroviaire suburbain de Milan, souvent nommée Ligne S5, est une ligne du service ferroviaire suburbain de Milan qui traverse l'agglomération de Milan, de la gare de Treviglio à celle de Varèse en passant par le centre de la ville.

## Liste des gares
La correspondance avec la ligne S6 de Vignate à Treviglio n'est assurée qu'aux heures de pointe.
|  |  |   |  |  | Gare                       | Zone | Communes             | Correspondances                           |
|  |  | - |  |  | -------------------------- | ---- | -------------------- | ----------------------------------------- |
|  |  | • |  |  | Varèse FS                  |      | Varèse               | Trenord                                   |
|  |  | • |  |  | Gazzada-Schianno-Morazzone |      | Gazzada Schianno     |                                           |
|  |  | • |  |  | Castronno                  |      | Castronno            |                                           |
|  |  | • |  |  | Albizzate-Solbiate-Arno    |      | Albizzate            |                                           |
|  |  | • |  |  | Cavaria-Oggiona-Jerago     |      | Cavaria con Permezzo |                                           |
|  |  | • |  |  | Gallarate                  |      | Gallarate            | S 30 TiLo / Trenord / EuroCity            |
|  |  | • |  |  | Busto Arsizio FS           |      | Busto Arsizio        | S 30 TiLo / Trenord                       |
|  |  | • |  |  | Legnano                    |      | Legnano              | Trenord                                   |
|  |  | • |  |  | Canegrate                  |      | Canegrate            |                                           |
|  |  | • |  |  | Parabiago                  |      | Parabiago            |                                           |
|  |  | • |  |  | Vanzago-Pogliano           |      | Vanzago              |                                           |
|  |  | • |  |  | Rho                        |      | Rho                  | / Trenord / Trenitalia                    |
|  |  | • |  |  | Rho-Fiera-Milano           |      | Rho                  | / Trenord / Trenitalia                    |
|  |  | • |  |  | Milan-Certosa              | U    | Milan                | (S6) · (S11)                              |
|  |  | • |  |  | Milan-Villapizzone         | U    | Milan                | (S6) · (S11)                              |
|  |  | • |  |  | Milan-Lancetti             | U    | Milan                | (S1) · (S2) · (S6) · (S12) · (S13)        |
|  |  | • |  |  | Milan-Porta Garibaldi      | U    | Milan                | / Malpensa Express / Trenord Trenitalia   |
|  |  | • |  |  | Milan-Repubblica           | U    | Milan                | (M3) · (S1) · (S2) · (S6) · (S12) · (S13) |
|  |  | • |  |  | Milan-Porta-Venezia        | U    | Milan                | (M1) · (S1) · (S2) · (S6) · (S12) · (S13) |
|  |  | • |  |  | Milan-Dateo                | U    | Milan                | (M4) · (S1) · (S2) · (S6) · (S12) · (S13) |
|  |  | • |  |  | Milan-Porta-Vittoria       | U    | Milan                | (S1) · (S2) · (S6) · (S13)                |
|  |  | • |  |  | Milan-Forlanini            | U    | Milan                | (M4) · (S6) · (S9)                        |
|  |  | • |  |  | Segrate                    |      | Segrate              | (S6)                                      |
|  |  | • |  |  | Pioltello-Limito           |      | Pioltello            | / Trenord / Trenitalia                    |
|  |  | • |  |  | Vignate                    |      | Vignate              | heures de pointe                          |
|  |  | • |  |  | Melzo                      |      | Melzo                | heures de pointe                          |
|  |  | • |  |  | Pozzuolo-Martesana         |      | Pozzuolo Martesana   | heures de pointe                          |
|  |  | • |  |  | Trecella                   |      | Pozzuolo Martesana   | heures de pointe                          |
|  |  | • |  |  | Cassano-d'Adda             |      | Cassano d'Adda       | heures de pointe                          |
|  |  | • |  |  | Treviglio                  |      | Treviglio            | heures de pointe / Trenord / Trenitalia   |